# الكعدة (الرياحنة ايغود هل سوس)
الكعدة هو دُوَّار يقع بجماعة إيغود، إقليم اليوسفية، جهة مراكش آسفي في المملكة المغربية. ينتمي الدوّار لمشيخة الرياحنة ايغود هل سوس التي تضم 20 دواوير. يقدر عدد سكانه بـ 893 نسمة حسب الإحصاء الرسمي للسكان والسكنى لسنة 2004.

## روابط خارجية
- البوابة الوطنية للجماعات الترابية
- المندوبية السامية للتخطيط